# Воз који носи наочаре
„Воз који носи наочаре” је југословенски ТВ филм из 1966. године. Режирао га је Здравко Шотра а сценарио је написао Матија Бећковић.

## Улоге
| Глумац                  | Улога |
| ----------------------- | ----- |
| Слободан Алигрудић      |       |
| Драгомир Бојанић Гидра  |       |
| Бранислав Цига Јеринић  |       |
| Михајло Бата Паскаљевић |       |